# Такър Маларки
Такър Маларки (на английски: Tucker Malarkey) е американска писателка на произведения в жанра исторически трилър.

## Биография и творчество
Катрин Такър Маларки е родена през 1946 г. в Сан Франциско, Калифорния, САЩ. Завършва с бакалавърска степен журналистика в Джорджтаунския университет. След дипломирането си работи четири години във външния отдел на „Вашингтон Поуст“ и като асистент на колумниста Хейнс Джонсън за поредицата му „Sleepwalking through History“. Преди да приеме нова работа в списание в Ню Йорк, заминава на тримесечна почивка в Африка на малък остров край Кения, без коли и телефони. Остава на острова в продължение на две години и преподава на мюсюлмански момчета в средно училище. Там решава да се насочи към писане на художествена литература.
Пътува до Южна Африка, където в този период е освободен Нелсън Мандела, а страната е в еуфоричен оптимизъм за бъдещето. Там продължава да преподава английски език в училища извън Кейптаун, и да пише за списание на свободна практика. Тъй като тогава африканските държави санкционират тези, които са пребивавали в Южна Африка повече от два месеца, тя не може да се завърне на острова в Кения в продължение на пет години.
След като се завръща в САЩ завършва семинара по творческо писане към Университета на Айова. Там започва роман, за който получава стипендията „Мишнър“ през 1995 г. В следващите години преподава и работи по различни литературни проекти между Портланд и Ню Йорк.
Първият ѝ роман „An Obvious Enchantment“ (Очевидно очарование) е публикуван през 2000 г. Той става бестселър и я прави известна.
През 2006 г. е публикуван вторият ѝ роман „Възкресението“. Той стъпва върху реалните събития около намирането на гностичните евангелиия от Наг Хамади в Египет, които откриват редица неизвестни факти и обстоятелства от живота на Исус и Мария Магдалена, авторка на едно от евангелията. Главната героиня Джема отива в Кайро, за да погребе своя баща археолог, намерен мъртъв при подозрителни обстоятелства. Но с погребението на праха му започва поредица от приключения, в които тя се опитва да открие вековни загубени тайни и скрития смисъл на християнството, поставен зад измамни доктрини. Книгата става международен бестселър, преведен на много езици по света.
Тъкър Малъри е редактор на литературното списание „Tin House“ в Портланд, Орегон и Ню Йорк. Преподава уроци по творческо писане в публичната училищна система в Портланд. Работи и по сценарии за документални филми. Член е на борда на директорите на нестопанската организация „Street Child“.
Такър Маларки живее в Бъркли.

## Произведения

### Самостоятелни романи
- An Obvious Enchantment (2000)
- Resurrection (2006)
Възкресението, изд.: ИК „Колибри“, София (2010), прев. Мария Донева